# Cordula Meier
Cordula Meier (* 19. August 1960 in Essen) ist eine deutsche Kunst- und Designwissenschaftlerin. Sie lehrt als Professorin für Kunst- und Designwissenschaft an der Folkwang Universität der Künste in Essen.

## Leben
Cordula Meier studierte Kunst, Germanistik und Erziehungswissenschaften an der Universität GHS Essen. 1991 promovierte sie dort bei Hermann Sturm und Hans Brög im Fach Kunstwissenschaft. Von 1991 bis 1997 war sie Lehrbeauftragte u. a. an der Fachhochschule Niederrhein, Krefeld und Gastprofessur im Fach Kunstgeschichte an der Hochschule für Gestaltung Offenbach am Main. Meier habilitierte sich 1997 im Fach Kunstwissenschaft, Gutachter waren Hermann Sturm und Beat Wyss. Von 1997 bis 2003 war sie Professorin an der HfG Schwäbisch Gmünd, von 2003 bis 2008 an der Universität Essen. Seit 2008 ist sie Professorin für Kunst- und Designwissenschaft an der Folkwang Universität der Künste, wo sie dem Institut für Kunst- und Designwissenschaft vorsteht.

## Schriften
- Anselm Kiefer. Die Rückkehr des Mythos in der Kunst. Essen 1992.
- Kunst und Gedächtnis. Zugänge zur aktuellen Kunstrezeption im Licht digitaler Speicher. München 2001.
- Design Theorie. Beiträge zu einer Disziplin. Frankfurt am Main 2001.
- als Hrsg. mit Karoline Spelsberg-Papazoglou: HEIDI – Diversität in Kunst, Wissenschaft und Institutionen. Bielefeld 2020.